# Portrait équestre de Charles de Bourbon
Le portrait équestre de Charles de Bourbon est un portrait équestre de Charles III, roi d'Espagne de 1759 à 1788, réalisé par Francesco Liani (it), à l'huile sur toile, au milieu du XVIIIe siècle. Ce tableau est conservé au Musée Capodimonte de Naples.

## Réalisation
Ce portrait équestre a été réalisé au milieu du XVIIIe siècle, durant les dernières années de règne de Charles III d'Espagne et de son épouse Marie-Amélie de Saxe, dont il existe un portrait équestre similaire à celui de son mari dans la même salle, régnant à Naples avant de retourner en Espagne. La toile est exposée dans la salle 34 du musée Capodimonte de Naples, dans la zone de l'appartement royal de la reggia di Capodimonte.

## Description
La peinture présente un style atypique pour la période de sa réalisation, caractérisé car nettement espagnol : le roi est représenté sur un cheval cabré sans selle et vêtu de vêtements de chasse ; derrière lui deux hommes sont également à cheval, ainsi qu'un autre groupe de personnes qui peuvent être entrevues en arrière-plan, symbolisant la chasse en cours. On distingue à l'arrière-plan la forme caractéristique d'un château.